# Citigate Dewe Rogerson
Citigate Dewe Rogerson est une agence internationale de communication financière et corporate. L’entreprise fait partie du groupe coté à la Bourse de Londres Huntsworth Plc. L’agence dispose de bureaux en Europe, Asie et aux  États-Unis et est présente à Paris depuis 2004.

## Bureaux à Paris
Le groupe dispose de bureaux à Paris et compte parmi ses clients Casino, FDJ, Coface, et la Solideo. L'agence est dirigé par Yoann Besse et Aliénor Miens et compte 35 collaborateurs,. L'entreprise se situe au 15 rue Marsollier dans le 2ème arrondissement de Paris.
Le 7 juin 2018, le bureau parisien annonce une fusion de ses activités avec le bureau parisien Grayling, spécialisé dans les affaires publiques et autre filiale du groupe Huntsworth Plc.